# Dresaj
Dresajul reprezintă instruirea, obișnuirea unui animal să execute, la comandă, anumite mișcări, să îndeplinească anumite munci etc.
Se face de obicei la vârstă tânără, când animalul învață mai ușor.
Regulile principale ale dresajului sunt: repetarea, ritmicitatea, continuitatea și progresivitatea.
Se bazează pe folosirea unui sistem de excitanți, care au aceeași succesiune și intensitate și se adresează tuturor sau numai anumitor organe de simț și la care animalul se obișnuiește să răspundă prin aceeași mișcare.